# 나홍진
나홍진(羅泓軫, 1974년 ~ )은 대한민국의 영화 감독이다.

## 학력
- 영동고등학교
- 한양대학교 ERICA캠퍼스 공예학과
- 한국예술종합학교 영상원

## 생애
1974년 서울특별시에서 출생하였다. 3형제 중 차남이자 어머니가 나이가 많았고 또한 남자 셋을 키운 까닭으로 인해서 힘에 많이 부쳤으며, 이 때문에 어린 시절 이모 집이 있는 전라남도 곡성군에서 자랐다.

## 작품 활동
2003년에 단편 영화 《5 Minutes》를 만들었으며, 2005년에 단편 《완벽한 도미요리》로 제4회 미쟝센 단편 영화제 최우수 작품상과 제6회 대한민국 영상대전 장려상을 수상하고, 제25회 하와이 국제영화제 초청작과 레스페스트 2005년 페스티벌 초이스로 선정되었다. 2007년에 단편 《한(汗)》으로 제44회 대종상 단편 영화 감독상, 제11회 부천국제판타스틱영화제 단편 부문 심사위원상, 제8회 대한민국 영상대전 우수상을 수상한 경력이 있다. 2008년에 장편 영화 데뷔작인 《추격자》가 개봉하였으며, 《추격자》는 2008년 백상예술대상에서 영화대상 및 영화신인감독상을 수상, 2008년 대한민국영화대상에서 최우수작품상, 감독상, 각본/각색상을 받았다. 이후 2010년 영화 《추격자》의 두 주역인 김윤석, 하정우와 다시 의기투합하여 영화 《황해》를 선보여 또한 많은 화제를 낳았다. 그러나 2010년 이후 오랜 장고에 들어가며 작품활동을 하지 않았고 6년 만인 2016년 국내에선 거의 최초로 시도된 오컬트호러 장르의 영화 《곡성》으로 또 한 번 그 진가를 발휘하며 명감독으로서의 입지를 다졌다. 이 영화로 제 16회 디렉터스 컷 시상식에서 올해의 감독상을 수상했고 국내 가장 권위있는 영화제로 꼽히는 제 37회 청룡영화상 시상식에서 감독상을 수상했다.

## 참여 작품

### 감독・각본
- 《5 Minutes》(2003년 단편)
- 《완벽한 도미요리》(2005년 단편)
- 《한(汗)》 (2007년 단편)
- 《추격자》(2008년)
- 《황해》(2010년)
- 《곡성》(2016년)
- 《랑종》(2021년)
- 《호프》(미정)

### 제작
- 《5 Minutes》(2003년)

### 편집
- 《한(汗)》 (2007년)

## 수상
- 2005년 제4회 미쟝센 단편 영화제 최우수작품상
- 2005년 제6회 대한민국 영상대전 장려상
- 2007년 제11회 부천국제판타스틱영화제 심사위원상
- 2007년 제8회 레스페스트 디지털영화제 관객상
- 2007년 제8회 대한민국 영상대전 우수상
- 2007년 제44회 대종상 단편 영화 감독상
- 2008년 제44회 백상예술대상 영화부문 신인감독상 《추격자》
- 2008년 제44회 백상예술대상 영화부문 대상 《추격자》
- 2008년 제45회 대종상 감독상 《추격자》
- 2008년 제45회 대종상 최우수작품상 《추격자》
- 2008년 제12회 부천국제판타스틱영화제 작품상 《추격자》
- 2008년 유럽판타스틱영화제연맹 아시아 영화상 《추격자》
- 2008년 제16회 이천춘사대상영화제 신인감독상 《추격자》
- 2008년 제16회 이천춘사대상영화제 각본상 《추격자》
- 2008년 제17회 부일영화상 최우수 감독상 《추격자》
- 2008년 제41회 시체스 국제영화제 오리엔탈 익스프레스상 《추격자》
- 2008년 리옹아시아영화제 단편영화 부문 심사위원상 부문 2위 《추격자》
- 2008년 제7회 대한민국 영화대상 각본각색상 《추격자》
- 2008년 제7회 대한민국 영화대상 신인감독상 《추격자》
- 2008년 제7회 대한민국 영화대상 감독상 《추격자》
- 2008년 제7회 대한민국 영화대상 작품상 《추격자》
- 2008년 제4회 대한민국 대학영화제 감독상 《추격자》
- 2008년 제31회 황금촬영상 신인 감독상 《추격자》
- 2008년 제11회 디렉터스 컷 시상식 올해의 신인감독상 《추격자》
- 2009년 제6회 맥스무비 최고의 영화상 최고의 감독상 《추격자》
- 2009년 판타스포르투 국제영화제 오리엔트 익스프레스 심사위원특별상 《추격자》
- 2009년 제11회 프랑스 도빌 아시아 영화제 로터스상 《추격자》
- 2009년 제33회 홍콩국제영화제 홍콩 아시아필름 파이낸싱 포럼 어워드상 《추격자》
- 2009년 제27회 브뤼셀 판타스틱영화제 스릴러경쟁부문 최우수작품상 《추격자》
- 2011년 제15회 부천국제판타스틱영화제 부천초이스 장편 국제경쟁부문 감독상 《황해》
- 2011년 제44회 시체스 국제영화제 경쟁부문 감독상 《황해》
- 2016년 제16회 디렉터스 컷 시상식 올해의 감독상 《곡성》
- 2016년 제49회 시체스 국제판타스틱영화제 포커스아시아 최우수작품상《곡성》
- 2016년 제36회 한국영화평론가협회상 10대 영화상《곡성》
- 2016년 제37회 청룡영화상 감독상 《곡성》
- 2016년 제3회 한국영화제작가협회상 감독상 《곡성》
- 2017년 제8회 올해의 영화상 감독상《곡성》
- 2017년 제8회 올해의 영화상 최우수 작품상《곡성》
- 2017년 제11회 아시안 필름 어워즈 감독상 《곡성》
- 2017년 제53회 백상예술대상 영화부문 작품상 《곡성》
- 2017년 제22회 춘사영화상 최우수 감독상《곡성》